# Пупышево (станция)
Пу́пышево  — железнодорожная станция  Волховстроевского отделения Октябрьской железной дороги. Располагается в одноимённой деревне в составе Кисельнинского сельского поселения Волховского района Ленинградской области.
Станция имеет пять путей, все они электрифицированы.
На станции останавливаются все проходящие через неё электропоезда, кроме электропоездов, следующих по маршрутам Санкт-Петербург — Бабаево и Санкт-Петербург — Свирь. Для некоторых рейсов электропоездов станция является конечной.
Вокзал на станции был снесён[уточнить] в 2011—2012 годах.

## История
В 1904 году был построен одноколейный участок железной дороги Санкт-Петербург — Званка (ныне город Волхов). Между станциями Званка и Войбокало был создан разъезд «Пупышьево» для целей обслуживания дороги. Руководил работами инженер путей сообщения Валерий Алексеевич Саханский, которого можно считать основателем Пупышева.
Во время Великой Отечественной войны в 1941 году линия фронта остановилась немного южнее станции Пупышево. Здесь среди болот развернулись тяжёлые бои, когда немецкие войска прорывались к Ладоге. Значительную роль в обороне участка сыграла железная дорога. Осенью 1941 года медсанбат 285-й дивизии находился возле станции Пупышево. Зимой 1941 года через Пупышево, оказавшееся на Большой земле, пролегла Дорога жизни.

### Расписание
- Расписание пригородных поездов. Яндекс.Расписания.
- Расписание пригородных поездов на tutu.ru